# Satoru Nomura
Satoru Nomura (野村 悟, Nomura Satoru) (né en 1946) est un yakuza japonais et cinquième président du groupe Kudokai.
Entré à 20 ans dans les yakuzas, il gravit les échelons pour devenir le chef de son groupe et est connu pour sa brutalité. Il est arrêté en 2014 pour son implication dans quatre incidents violents de 1998 à 2013, dont le meurtre à bout portant et en public d'un ancien responsable d'une coopérative de pêcheurs en 1998. Il est condamné à mort à l'issue de son procès le 24 août 2021, menace le juge de cette décision et fait appel.
C'est le premier chef yakuza à être condamné à mort dans l'histoire du Japon, ce qui montre une répression accrue de ces groupes criminels par le gouvernement.

## Biographie

### Jeunesse
Né en 1946, dans un Japon sous occupation américaine, Nomura est le sixième et dernier enfant d'une riche famille paysanne. Adolescent, il est accro au jeu, gaspille sa fortune à ce passe-temps et devient délinquant. Il est souvent envoyé dans un foyer pour mineurs pour divers délits, notamment pour le vol d'une voiture. Il n'a jamais obtenu son diplôme de fin de lycée. Ce n'est qu'à l'âge de 20 ans qu'il rejoint le gang Kudokai.
Durant ses années dans le monde criminel, Nomura est impliqué entre autres dans de la fraude immobilière et des tripots illégaux, ce qui lui rapporte d'énormes revenus, jusqu'à environ 30 millions de yens par nuit. Il gravit progressivement les échelons pour devenir chef yakuza. En 2008, au sommet de sa carrière criminelle, il a plus de 1 200 hommes sous ses ordres, mais en 2020, ce nombre tombe à environ 400.
En 1998, Nomura abat en public le directeur d'une entreprise de pêche. En 2012, un policier à la retraite qui avait infiltré le Kudo-kai reçoit une balle dans la jambe sur ordre de Nomura, tandis qu'en 2013, une infirmière d'une clinique de chirurgie esthétique est poignardée après que Nomura ait été mécontent de son attitude et du résultat de son opération.

### Arrestation
Le 13 septembre 2014, Nomura est arrêté par la brigade anti-criminalité pour son implication dans la fusillade et le meurtre de Kunihiro Kajiwara, un ancien responsable d'une coopérative de pêcheurs de Kitakyushu. Le 1er octobre, il est de nouveau arrêté pour avoir poignardé et tenté de tuer une infirmière. Le 22 mai 2015, il est encore arrêté pour coups de couteau et tentative de meurtre sur un dentiste. Le 16 juin, il est arrêté pour suspicion de fraude fiscale, puis le 6 juillet, pour tentative de meurtre par balle sur un ancien inspecteur de police.

### Procès et condamnation
Le procès de Nomura s'ouvre le 14 janvier 2021. Le 24 août 2021, le juge Adachi Tsutomu du tribunal de district de Fukuoka condamne Nomura à mort pour avoir ordonné quatre agressions, dont un meurtre. C'est le premier membre important des yakuzas à être condamné à mort. Son bras droit, Fumio Tanoue, est condamné à la réclusion à perpétuité lors du même procès pour avoir orchestré les attaques. Nomura aurait menacé le juge, déclarant qu'il regrettera de l'avoir envoyé à la potence, ce qui provoque un renforcement de la sécurité du magistrat et de toutes les personnes impliquées dans la procédure judiciaire. Il fait actuellement appel de la condamnation. Le 12 mars 2024, la Haute Cour de Fukuoka annule la condamnation à mort de Satoru Nomura et l'abaisse à la réclusion à perpétuité.